# Charles-Léon-Ferdinand Menu
Charles-Léon-Ferdinand Menu, francoski general, * 1881, † 1972.